# Ananthura billarderia
Ananthura billarderia — вид морських рівноногих раків родини Antheluridae. Рачок поширений біля берегів австралійського штату Новий Південний Уельс на глибинах до 850 м. 